# سعید بن البطریق
سعید بن البطریق معروف به ائوتوخیوس اسکندریه (عربی: سعيد بن البطريق؛ زاده: ۲۶۳هجری – درگذشته: ۳۲۸هجری) پزشک و مورخ مسیحی است که در سال ۲۶۳ ه‍.ق در فسطاط متولد شده‌است. در طب نوآوری کرد تا اینکه در آن به شهرت رسید.
ابی اصیبعة راجع به وی گفته‌است :او پیشتر زمان خود را صرف علم پزشکی می‌کرد. او به‌عنوان بطریق اسکندریه منصوب شد و «اوتوشیوس» نامگذاری شد.
او دارای تعدادی از آثار است که معروف‌ترین کتاب او تاریخ است.